# Chiara Scarabelli
Chiara Scarabelli (Codogno, 8 settembre 1993) è una pallavolista italiana, schiacciatrice del Gossolengo.

## Carriera
Chiara Scarabelli inizia la sua attività pallavolistica nelle giovanili del River Volley Piacenza, nel 2004. Nella stagione 2006-07 viene promossa nella squadra maggiore in serie A1, con l'inedito ruolo di centrale: in realtà la giocatrice nasce come libero vista la sua scarsa altezza, anche se poi con il passare degli anni, crescendo, ha affinato anche il ruolo di schiacciatore.
Nella stagione 2006-08 entra a far parte del Club Italia in serie B1, mentre la stagione successiva viene ingaggiata dall'Novara: nei primi periodi giocherà nella squadra di serie B1, ma durante il corso dell'anno passa in prima squadra, con il ruolo di libero, giocando diverse partite anche da titolare al posto dell'infortunata Paola Cardullo: vincerà una Coppa CEV. La stagione 2009-10 resta a Novara ma un infortunio al ginocchio la costringe a rimanere fuori squadra per l'intero anno; nonostante tutto partecipa al campionato europeo, come capitano della nazionale under 19, vincendo la medaglia d'oro.
Nella stagione 2010-11 ritorna a Piacenza in serie A1; nel 2011, con la nazionale under 20, si aggiudica il campionato mondiale di categoria.
Dopo una stagione costellata di problemi fisici, nell'annata 2012-13 viene ingaggiata dall'Universal Volley Femminile Modena dove rimane fino al ritiro della squadra dal campionato.
Ritorna in campo al termine della stagione 2013-14 con il Gossolengo, in Prima Divisione: con il club ottiene diverse promozioni, arrivando a giocare in Serie B1 nella stagione 2020-21.

## Palmarès

### Club
- Coppa CEV: 1

2008-09

### Nazionale (competizioni minori)
- Campionato europeo under 18 2009
- Campionato europeo under 19 2010
- Campionato mondiale under 20 2011